# Yuki Naito
Yuki Naito (n. 16 februarie 2001, Niigata, Japonia) este o jucătoare de tenis japoneză. A participat la competiții asociate Jocurilor Olimpice în care a câștigat o medalie de aur și o medalie de argint.